# War Robots
Pour les véritables robots de guerre, voir Robot militaire.
Ne doit pas être confondu avec Robot Wars.
War Robots (précédemment intitulé Walking War Robots) est un jeu d'application mobile développé et publié par le développeur de jeux russe Pixonic (en). Il s'agit d'un jeu de tir à la troisième personne avec des batailles JcJ en temps réel en mode MOBA (Multiplayer Online Battle Arena). Les joueurs pilotent des robots de type BattleTech sur un champ de bataille réel. Ils ont soit la possibilité de jouer en solo, soit de faire équipe avec d'autres joueurs. Il est sorti pour la première fois sur iOS en 2014 et est passé sur Android l'année suivante. 

## Accueil
Engadget a donné à War Robots une critique plutôt positive, lui reprochant de ne pas pouvoir respawn et de rendre très difficile l'achat de meilleurs robots sans faire de microtransactions, mais a déclaré dans l'ensemble qu'il s'agissait d'un « jeu de capture de zone multijoueur en ligne amusant avec des batailles de robots énergiques ». Android Police a fait une critique de l'œuvre, écrivant « Walking War Robots n'est pas exactement original - il emprunte beaucoup à la série MechWarrior, avec une perspective à la troisième personne et des contrôles mobiles jetés dessus. Mais en tant que jeu de méchas multijoueur en ligne haut de gamme sur Android, il est également assez unique pour la plate-forme ». Droid Gamers a également été majoritairement positif, notant que les « graphismes pourraient être un tout petit peu plus soignés, mais là encore, vous avez 12 joueurs sur le terrain, ce qui n'est pas un mince exploit, et les détails qu'ils ont inclus comme les traînées de fumée des missiles et le son sont immersifs ».
148apps.com a donné une critique favorable (4,5 étoiles sur 5) à War Robots, déclarant que « c'est un jeu intéressant qui semble suffisamment sérieux pour être réaliste. Ce n'est pas une mince affaire ». Une critique de TechRadar a déclaré que le jeu était... « Amusant et agréable. Mais il faut plus de robots, d'armes et un meilleur système de récompense ». App Spy a également fait l'éloge du jeu, écrivant que « le moteur du jeu est impressionnant, même si certains éléments de l'interface utilisateur sont un peu vieux jeu, et le sentiment de faire partie d'une équipe qui en affronte une autre est palpable ». 

## Fusion des plateformes
En 2020, Pixonic a fusionné les pools de joueurs de Google Play, d'Apple Game Center et d'Amazon Game Circle dans un système de matchmaking à plateforme combinée. Ils travaillent à l'intégration de toutes les fonctions de jeu pour ce réseau. 